# Caral

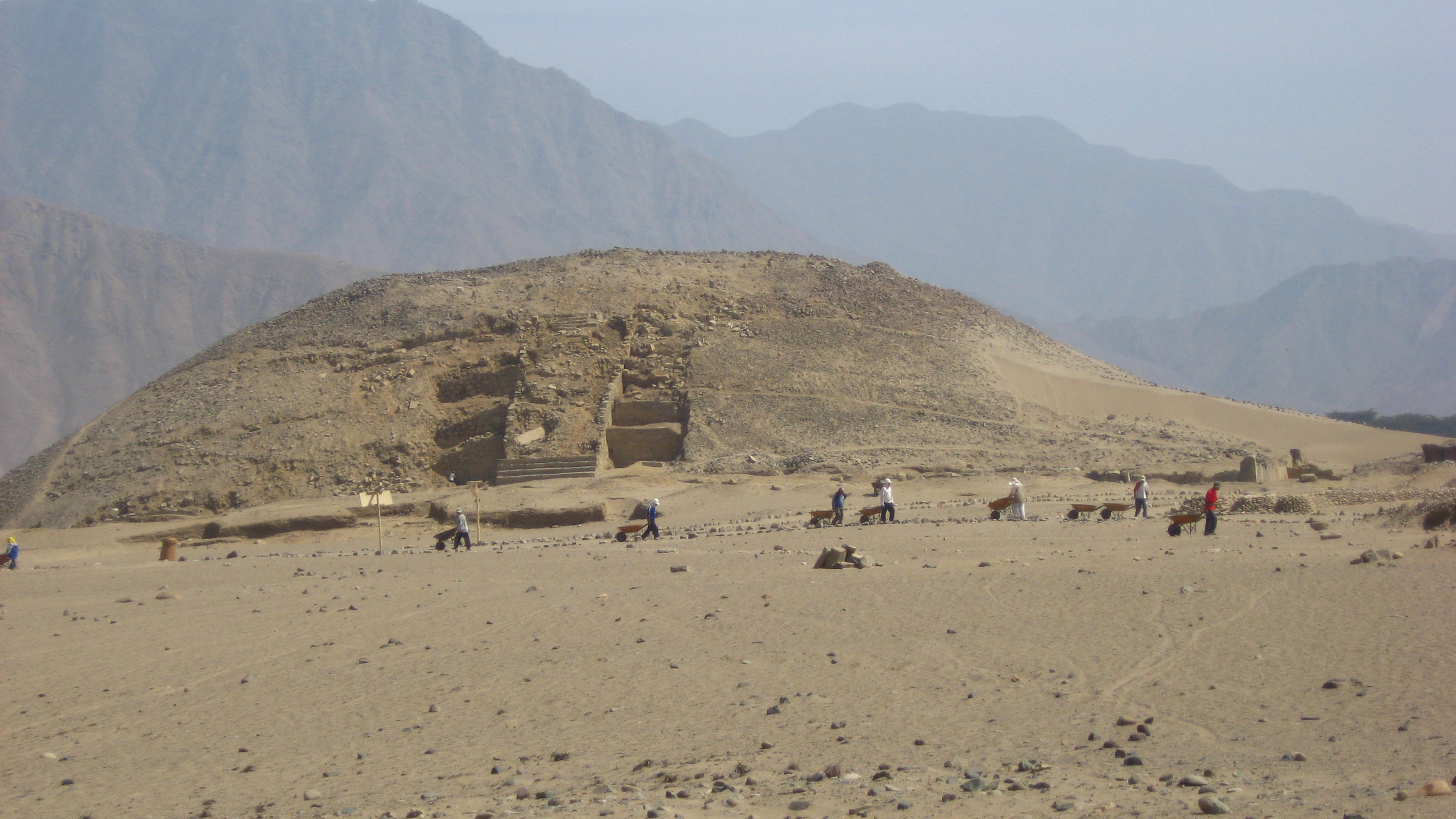
Situl arheologic Caral (Peru)

Caral a fost un străvechi oraș din Peru, situat la 23 km de Oceanul Pacific, cu o vechime de cca 4600 ani. Unii arheologi consideră că ar fi cel mai vechi oraș de pe continentul american, contemporan cu perioada în care egiptenii construiau piramide. S-au descoperit urme ale zonelor destinate reniunilor publice și urme ale unui sistem de irigare. Situl arheologic Caral are o suprafață de peste 60 ha.